# Mohammad bin Laden
Mohammed bin Awad bin Laden (født 1908, død 3. september 1967) var en erhvervsmand og mangemilliardær, som var født i Yemen og levede og arbejdede i Saudi-Arabien og grundlagde hvad der i dag er Saudi Binladin Group. Han havde 22 koner og var far til 56 børn, deriblandt Osama bin Laden. Han døde i en flyulykke.
1. ↑  Navnet er anført på engelsk og stammer fra Wikidata hvor navnet endnu ikke findes på dansk.